# Langschnauzen-Kaninchenkänguru
Das Langschnauzen-Kaninchenkänguru (Potorous tridactylus), auch als Langnasen-Kaninchenkänguru bezeichnet, ist ein Beutelsäuger aus der Familie der Rattenkängurus (Potoroidae).

## Verbreitung und Unterarten
Es werden drei Unterarten unterschieden:
- Potorous tridactylus tridactylus, Südosten von Queensland entlang der Küste bis Gosford in New South Wales, auch auf K’gari.
- Potorous tridactylus apicalis, auf Tasmanien (nicht jedoch in den Bergen im Zentrum), Bruny Island, Hunter Island, Maria Island, Robbins Island und Three Hummock Island.
- Potorous tridactylus trisulcatus, südlich von Sydney entlang der Südküste von Victoria bis in den äußersten Südosten von South Australia, auch French Island und Grampians-Nationalpark

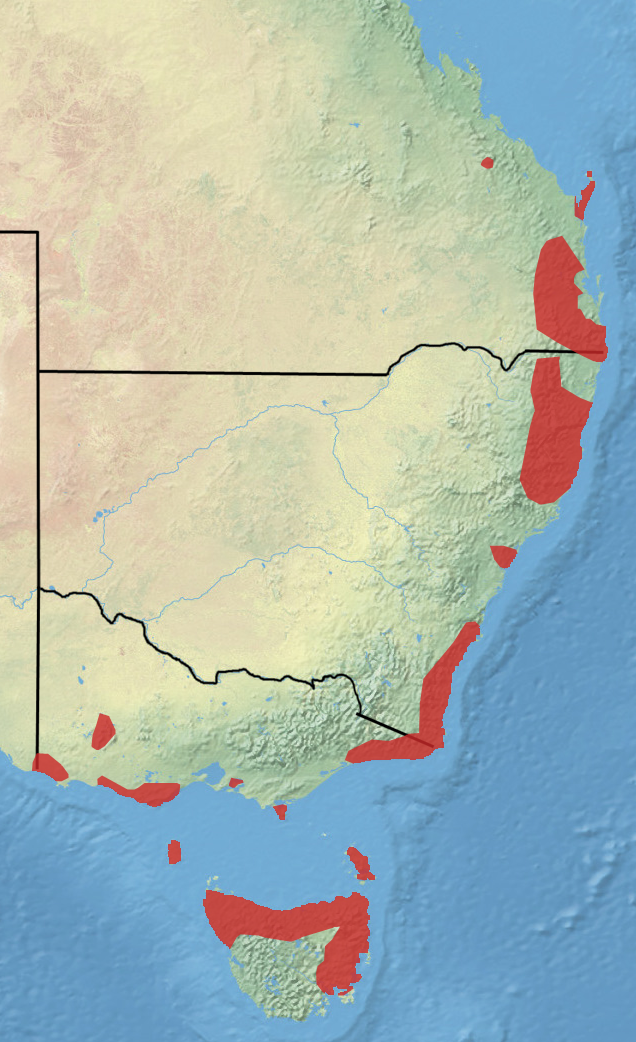
Verbreitungsgebiet

## Aussehen
Das Langschnauzen-Kaninchenkänguru erreicht eine Kopfrumpflänge von 30 bis 41 cm, hat einen 19 bis 26 cm langen Schwanz und wiegt 0,66 bis 1,7 kg. Männchen sind im Schnitt etwas größer als die Weibchen. Auf der Rückenseite sind die Tiere braun, grau oder rötlich gefärbt, oft mit hellbraunen oder gelblichen Einsprengseln. Die Bauchseite ist eher hellgrau. Die Ohren sind klein und abgerundet. Die Schnauze ist lang und spitz, Nase und die Haut unmittelbar davor sind haarlos. Die Hinterfüße sind kürzer als der Kopf. Der Schwanz ist relativ kurz und nur spärlich behaart. In den südlichen Teilen des Verbreitungsgebietes haben die Tiere oft weiße Schwanzspitzen.

## Lebensraum und Lebensweise
Das Langschnauzen-Kaninchenkänguru lebt in Regenwäldern und feuchten und trockenen immergrünen Wäldern, Heiden und offenem Waldland. Der Boden ist oft sandig. Die Tiere sind einzelgängerisch und weniger nachtaktiv als andere Rattenkängurus. Sie werden oft vor Sonnenaufgang aktiv und bleiben in einigen Regionen während des Tages aktiv. Ihre Ruhezeit verbringen Langschnauzen-Kaninchenkängurus allein oder paarweise in Verstecken in Büschen oder unter Baumstämmen. Die Territorien der Männchen sind 2 bis 19 ha groß, die der Weibchen sind mit 1 bis 5 ha deutlich kleiner. Die Art ernährt sich vor allem von unterirdisch wachsenden, trüffelartigen Pilzen, die mit den Vorderpfoten ausgegraben werden. Außerdem werden Samen, Früchte, Blätter, Pflanzenstängel und Blüten gefressen. Pilze machen im Frühjahr und Sommer 25 bis 33 % ihrer Nahrung aus, im Rest des Jahres steigt der Anteil auf über 50 % (maximal über 80 %).
Die Trächtigkeitsdauer beträgt etwa 38 Tage. Nach der Geburt bleibt das Jungtier für etwa 4 bis 5 Monate im Beutel und wird mit einem Alter von 5 Monaten entwöhnt und mit einem Alter von zwölf Monaten geschlechtsreif. Ein Weibchen kann zwei bis drei Jungtiere im Jahr bekommen.

## Gefährdung
Das Langschnauzen-Kaninchenkänguru wird von der IUCN als potenziell gefährdet (Near Threatened) eingestuft. Große Teile des ursprünglichen Verbreitungsgebietes werden heute vom Menschen genutzt. Viele Populationen sind deshalb heute isoliert. Auf Tasmanien sind die Tiere noch häufiger als auf dem Festland. Hauptbedrohung der Art sind heute Rotfüchse, Hauskatzen und verwilderte Hunde. Die beiden südlichen Unterarten werden heute in Gefangenschaft nachgezüchtet.

## Belege
1. 1 2 3 4  Mark Eldridge & Greta Frankham: Family Potoroidae (Bettongs and Potoroos). Seite 628 in Don E. Wilson, Russell A. Mittermeier: Handbook of the Mammals of the World – Volume 5. Monotremes and Marsupials. Lynx Editions, 2015, ISBN 978-84-96553-99-6
2. ↑  Potorous tridactylus in der Roten Liste gefährdeter Arten der IUCN 2016. Eingestellt von: Woinarski, J. & Burbidge, A.A., 2014. Abgerufen am 15. März 2018.